# Maramec (Oklahoma)
Maramec es un pueblo ubicado en el condado de Pawnee en el estado estadounidense de Oklahoma. En el año 2010 tenía una población de 91 habitantes y una densidad poblacional de 	151,67 personas por km².

## Geografía
Maramec se encuentra ubicado en las coordenadas 36°14′33″N 96°40′52″O / 36.24250, -96.68111 (36.242521, -96.681001).

## Demografía
Según la Oficina del Censo en 2000 los ingresos medios por hogar en la localidad eran de $25,357 y los ingresos medios por familia eran $24,750. Los hombres tenían unos ingresos medios de $19,167 frente a los $12,083 para las mujeres. La renta per cápita para la localidad era de $12,578. Alrededor del 1.8% de la población estaban por debajo del umbral de pobreza.